# Адармахан
Адармахан (у грчким изворима предочен као Ἀδααρμάνης, Адаарманес; током касног 6. века) је био персијски генерал који је био активан на западној граници Сасанидског царства у борбама против Источноримских (Византијских) снага, за време Византијско-Сасанидског рата 572–591.

## Биографија
Адармахан је забележен као марзбан (генерал пограничне провинције, “маркгроф”) вероватно Нибисиса, према наводима Сиријског историчара Јована Ефеског. Истакао се код Нибисиса 573. године, када га је персијски краљ, Хозроје I (в. 531–579), послао са главницом војске како би напао Римску провинцију Сирију. Он је разорио покрајину, опљачкао град Апамеју, ухвативши тада неколико хиљада људи који су дати у робље, и победио малу римску војску коју је предводио генерал Магнус.
Године 577, он је извршио упад у римску провинцију Осроену, али је био приморан да се повуче због велике снаге римске војске коју је преводио генерал Јустинијан. Године 580, Источноримски генерал Маврикије напредовао је са својом војском дуж реке Еуфрат према главном граду Сасанида, Ктесифону. Као одговор на то, Адармахану је наређено да започне операцију у северној Месопотамији (581), угрожавајући тако линије снабдевања римске војске приморавши тако Маврикија да се заустави и повуче своју војску ка северу. Адармахан је похарао Осроену, и успео да освоји њен главни град, Едесу. Затим је са својом војском наставио марш ка Калинику који се налазио на Еуфрату. Међутим, тамо се сусрео са Маврикијем и његовом војском, и претрпео мањи пораз који га је натерао на повлачење. У јуну наредне године (582.), Адармахан је претрпео тежак пораз од Маврикија код Константине, и једва успео умакне са бојног поља, док је његов заповедник Тамкозру убијен.Након тога, Адармахан се више не помиње у историјским изворим.